# Romuald Figuier
Romuald Figuier (Saint-Pol-de-Léon, Finistère, Bretanha, 5 de maio de 1941-) é um cantor francês, mais conhecido pelo nome "Romuald". 
Participou no Festival Eurovisão da Canção 1964, representando o Mónaco com a canção  Où sont-elles passées , onde terminou em 3.º lugar. 
Em 1968, Romuald representou o Principado de Andorra no III Festival Internacional da Canção realizado no Maracanazinho, Río de Janeiro, Brasil. Obteve o quinto lugar com a canção Le bruit des vagues (Seuran/Lebrall, Romuald).
Cinco anos depois, no Festival Eurovisão da Canção 1969, voltou a participar, mas alcançou apenas o 11.º lugar, desta feita, em representação do Luxemburgo, onde cantou o tema  Catherine.
Romuald voltou a representar o Mónaco no Festival Eurovisão da Canção 1974, interpretando a canção Celui qui reste et celui qui s'en va , onde terminou em quarto lugar.
Romuald representou também o Luxemburgo no VIII International Song Festival em Sopot, Polónia, em julho de 1968, onde alcançou o terceiro lugar, com a canção Rien n'a changé. 
Em fevereiro de 1973, Romuald representou a França com  Laisse-moi le temps no XIV Festival da Canção em  Viña del Mar, Chile, onde terminou em segundo lugar e obteve o prémio de "Melhor Cantor". Alguns meses mais tarde, Paul Anka comprou os direitos da canção através dos autores (Jourdan/Caravelli) e, junto com Sammy Cahn, fez as letras em inglês e entregou-a a Frank Sinatra, que a tornou famosa com o título Let me Try Again ("Ol' Blue Eyes Is Back", Reprise Records, outubro de 1973).